# Булан (Акжаикский район)
Булан (каз. Бұлан) — село в Акжаикском районе Западно-Казахстанской области Казахстана. Входит в состав Жамбылского сельского округа.

## Население
В 1999 году население села составляло 163 человека (88 мужчин и 75 женщин). По данным переписи 2009 года, в селе проживало 15 человек (9 мужчин и 6 женщин).